# Combera
Combera ist eine Gattung aus der Familie der Nachtschattengewächse. Die Gattung besteht nur aus zwei Arten, die in Südpatagonien vorkommen. Der wissenschaftliche Gattungsname ehrt den britischen Botaniker Harold Frederick Comber (1897–1969).

## Beschreibung

### Vegetative Merkmale
Die Combera-Arten sind kleinwüchsige, aufrecht wachsende, ausdauernde, krautige Pflanzen, deren Sprossachse teilweise unterirdisch verläuft. Die oberirdischen Teile erreichen nur selten mehr als 18 cm und sind dicht mit Laubblättern besetzt. Das Phellogen ist perizyklisch, die Endodermis bildet Casparische Streifen, sowohl Perizykel als auch das Mark sind frei von Steinzellen.
Die Laubblätter sind gestielt, scheidenlos und fleischig. Ein klarer Übergang zwischen Blattspreite und Blattstiel ist nicht zu erkennen. Die Blätter stehen dicht überlappend, sind spatelförmig, langgestreckt-spatelförmig, dreieckig-eiförmig oder rhombisch-eiförmig. Sie erreichen meist eine Länge von 6 bis 9,5 (selten 3,8 bis 11) mm und eine Breite von 4 bis 6 (selten auch nur 2) mm.

### Blüten
Die kleinen Blüten stehen einzeln in den Achseln oder nur selten auch endständig, sie sind beinahe aufsitzend, süßlich duftend und besitzen ein sehr kurzes Hypanthium (Blütenbecher). Unterhalb der Blüte stehen (zumindest in Combera paradoxa) zwei kleine Tragblätter. Der Kelch ist 6 bis 8 mm lang, die fünf Kelchblätter sind nur wenig verwachsen, so dass fünf tief eingeschnittene, ungleichmäßige, dreieckige oder länglich-spatelförmig zugespitzte Kelchzipfel entstehen. Die 8 bis 14 mm durchmessende Krone ist radiärsymmetrisch, trichterförmig, an der Basis weißlich und zum 5 bis 7 mm breiten Kronsaum hin violett gefärbt.
Die fünf Staubblätter stehen nicht über die Krone heraus, die in einer Höhe in der unteren Hälfte der Krone fixierten Staubfäden sind gleich lang und vier bis sechs Mal länger als die Staubbeutel. Diese sind länger als breit und 0,75 bis 1,4 mm lang. Die Pollenkörner haben einen Durchmesser von etwa 25 µm und sind trizonocolporoidat (mit drei, am Pollenäquator liegenden Aperturen). Die Nektarien sind kreisförmig, die Narbe ist scheibenförmig, eingedrückt oder beinahe halbkugelförmig und leicht zweigelappt.

### Früchte und Samen
Die Früchte sind 3,2 bis 3,5 mm lange Kapselfrüchte, die jeweils meist vier oder fünf (seltener einen bis sieben) Samen enthalten. Diese sind nierenförmig und eingedrückt, die Oberfläche ist netzartig oder grubig-netzartig.

### Chromosomenzahl
Die Chromosomenzahl ist {\displaystyle x=11}, also für Combera paradoxa 2n = 22.

## Vorkommen und Standorte
Die Gattung ist im südlichen Patagonien endemisch. Die Art Combera minima ist nur durch das Typusexemplar bekannt, welches in der Cordillera de Ranco in Chile in etwa 1800 m Höhe gefunden wurde. Combera paradoxa wächst sowohl in Teilen Argentiniens als auch in Chile.

## Systematik
Die Gattung besteht nur aus zwei Arten. Die Typusart ist Combera paradoxa.
- Combera minima Sandw.
- Combera paradoxa Sandw.